# 学園

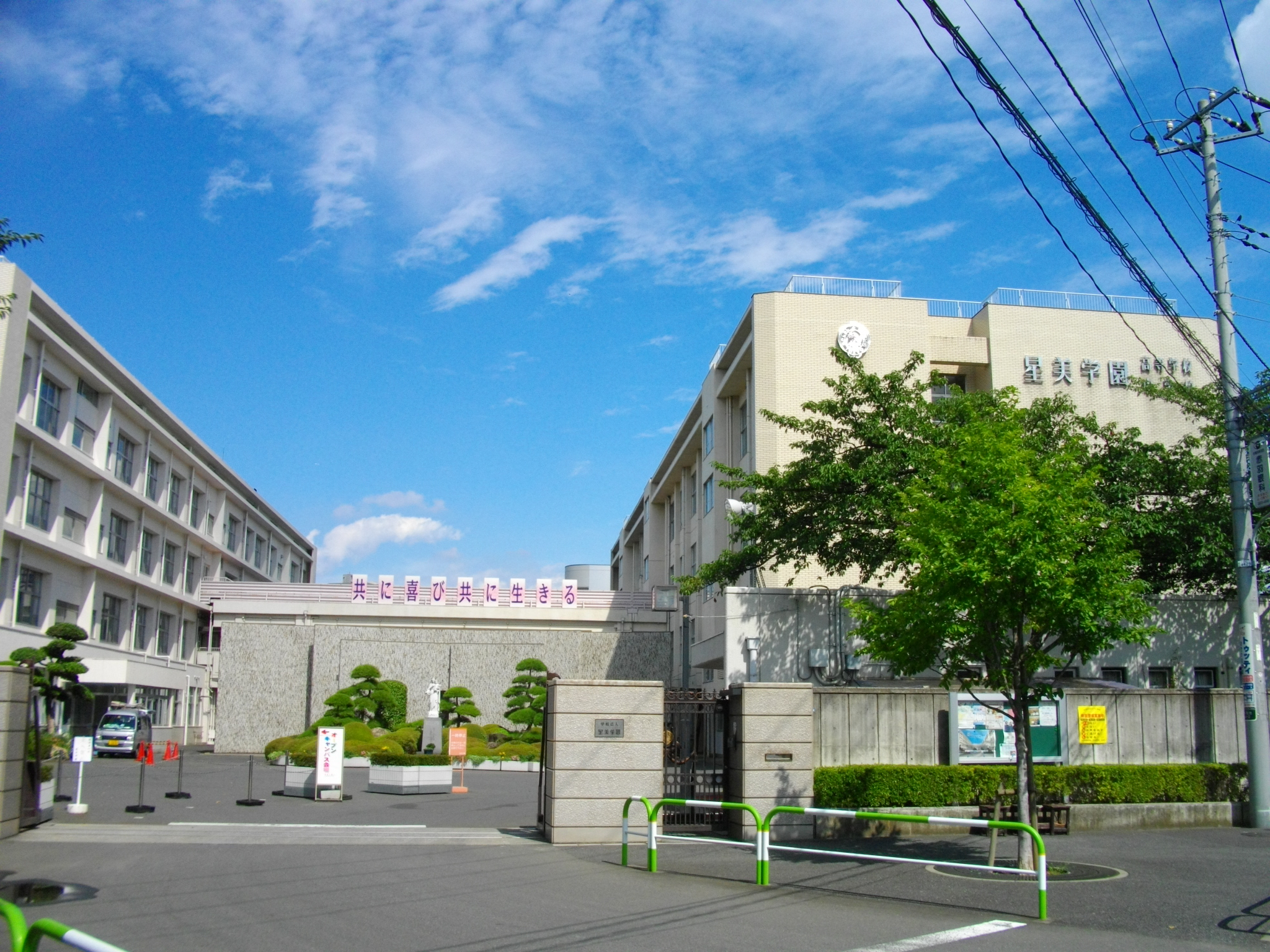
私立サレジアン国際学園中学校・高等学校（東京都北区）

学園（がくえん）とは、学院同様、学校などと同様の意味を持つ名称、別称。また地名として、学園 (武蔵村山市) のようにも使用される。学園町も参照。類似のものに、学園前、学園の森などがある。学苑（がくえん）という呼び方をすることもある。

## 概要
基本的に学校の別称であるが、ここから、学校や教育機関をあらわすさまざまな意味、用法に発展している。
「学園」という語は、1897年に日本初の知的障害児のための学校である滝乃川学園が用いたのが初めてとされ、以降、多くの場合は私立の教育機関の名称として用いられ、定着していった。

### 複数の学校を持つ法人
複数の学校を持つ法人が、学校法人名に学園の名称を入れている場合。
- 幼稚園、小学校を持つ学校法人
- 小学校、中学校を持つ学校法人
- 中学校、高等学校を持つ学校法人

### 地名
- 学園 (新十津川町) - 北海道樺戸郡新十津川町。
- 学園 (伊奈町) - 埼玉県北足立郡伊奈町。
- 学園 (武蔵村山市) - 東京都武蔵村山市。
- 学園 (福井市) - 福井県福井市。
- 学園 (池田町) - 福井県今立郡池田町。
- 学園 (三田市) - 兵庫県三田市。
- 学園 (田辺市) - 和歌山県田辺市。
- 学園 (松江市) - 島根県松江市。
- 学園町 - 曖昧さ回避。
- 学園東町 - 曖昧さ回避。
- 学園西町 - 曖昧さ回避。
- 学園南 - 曖昧さ回避。
- 学園前 - 曖昧さ回避。
- 学園北 - 奈良県奈良市。
- 学園中 - 奈良県奈良市。
- 学園台 (宮代町) - 埼玉県南埼玉郡宮代町。
- 学園台 (かほく市) - 石川県かほく市。
- 学園台 (瑞浪市) - 岐阜県瑞浪市。
- 平賀学園台 - 千葉県印西市。
- 武西学園台 - 千葉県印西市。
- 黒瀬学園台 - 広島県東広島市。
- 浅川学園台 - 福岡県北九州市八幡西区。
- 学園通 - 福岡県福岡市西区。
- 西庶路学園通 - 北海道白糠郡白糠町。
- 学園赤松町 - 奈良県奈良市。
- 学園朝日町 - 奈良県奈良市。
- 学園朝日元町 - 奈良県奈良市。
- 学園新田町 - 奈良県奈良市。
- 学園大和町 - 奈良県奈良市。
- 学園緑ヶ丘 - 奈良県奈良市。
- 学園上ケ原 - 兵庫県三田市。
- 学園木花台桜 - 宮崎県宮崎市。
- 学園木花台西 - 宮崎県宮崎市。
- 学園木花台南 - 宮崎県宮崎市。
- 学園木花台北 - 宮崎県宮崎市。
- 学園の森 - 茨城県つくば市。
- 研究学園 - 茨城県つくば市。
- 玉川学園 - 東京都町田市。
- 東玉川学園 - 東京都町田市。
- 松岡学園 - 福井県吉田郡永平寺町。
- 西学園 - 福井県福井市。

## 具体例
- 学校法人の名称で使用される用語でもある。ただし法人名に「学園」を用いる場合でも、設置校名にも用いられるとは限らない。具体的には以下のとおり。
  - 校名に法人名を含む一方、「学園」を含まない例 - 学校法人日本赤十字学園など
  - 校名に法人名を含まない例 - 学校法人加計学園や学校法人神野学園など
    - 上記のうち、法人名とは異なる名称で統一されているもの - 学校法人鎌形学園→「東京学館」、学校法人平田学園→「国府台女子学院」など

  - 法人名の接頭語を省略する例（「学園」の有無を問わず） - 学校法人山口高川学園→「高川学園」、学校法人大乗淑徳学園→「淑徳」など
- 浜学園、希学園など、塾業界で使用される用語でもある。
- 学校法人玉川学園の玉川学園のように、法人とその所在地の地名となっている学園もある。
- 規模のある学校のキャンパスなどを現す場合もある。学園前駅はその学園の最寄り駅であるが、神村学園前駅、山陽女学園前駅、成城学園前駅は校名と一致し、暁学園前駅、純心学園前停留場、静修学園前停留場、清和学園前停留場は法人名を採用し、玉川学園前駅は地名と法人名と校名である。また、東海学園前駅は校名とも法人名とも一致しない。
- 学園駅を冠する大泉学園駅、一橋学園駅、小平学園駅は大学開学を目的に設置した駅であり、慈恵学園停留所は高校の、美乃浜学園駅は義務教育学校の最寄り駅である。研究学園駅は研究学園、土浦学園線、学園西大通り 学園中央通り、学園東大通り、学園南大通りといった名称同様、筑波研究学園都市から派生したものである。
- 職業訓練施設や少年院などの施設にも「学園」と称するものもある。